# Notting Hill (Film)
Notting Hill ist eine US-amerikanisch-britische romantische Filmkomödie aus dem Jahr 1999. Die Hauptrollen spielen Julia Roberts und Hugh Grant, Regisseur ist Roger Michell. Der Film wurde dreimal für den Filmpreis Golden Globe Award nominiert und entstand nach einem Drehbuch von Richard Curtis.

## Handlung
Anna Scott, eine der berühmtesten Schauspielerinnen der Welt, lernt zufällig William Thacker kennen, den Besitzer eines kleinen Buchladens im Londoner Stadtteil Notting Hill. Sie besucht den Laden in dem Moment, als Thacker den Kunden Rufus beim Stehlen eines Buchs erwischt. Rufus, der Anna Scott erkennt, bittet diese um ein Autogramm. Zusätzlich zu ihrer Unterschrift schreibt sie diesem auf, dass er ins Gefängnis gehöre.
Als William etwas später in einem Kiosk ein Getränk für seinen Mitarbeiter holt, stößt er auf dem Rückweg auf der Straße mit Anna Scott zusammen und überschüttet sie dabei versehentlich mit Orangensaft. Er bittet sie in sein Haus, das in der Nähe liegt, damit sie sich dort waschen und umziehen kann. So gut es geht, versucht er Small Talk zu betreiben und ihr etwas zu trinken oder zu essen anzubieten. Die Begegnung bezeichnet er als „surreal, aber schön“. Sie küsst ihn daraufhin spontan und verlässt die Wohnung.
Einige Tage später erfährt William von seinem WG-Mitbewohner Spike, dass eine Anna eine Nachricht hinterlassen und ihn in ihr Hotel eingeladen hat. Dort wird er für einen Journalisten gehalten und sieht sie bei einem slapstickhaft ablaufenden Pressegespräch wieder. Schließlich gelingt es William, Anna zum Geburtstag seiner Schwester Honey einzuladen.
Die Überraschung der Geburtstagsgäste über die Begleitung des sonst eher schüchternen William ist groß. Einer der Gäste, Bernie, erfährt erst von seinen Freunden, dass die Begleitung Williams, die er nach ihrem Beruf fragte, die ihm eigentlich bekannte Schauspielerin Anna Scott ist. Der Star erweist sich als sehr umgänglich, sodass es für alle ein vergnüglicher Abend wird, in dessen Verlauf sich William und Anna näherkommen.
Nach der Geburtstagsparty steigen Anna und William in eine abgeschlossene Parkanlage ein, wo Anna William ein weiteres Mal küsst. Nach einem weiteren Abend mit einem gemeinsamen Kinobesuch und Abendessen in einem Restaurant nimmt Anna William mit auf ihr Hotelzimmer. Dort erwartet sie jedoch überraschend Annas Freund Jeff King. Um Anna nicht bloßzustellen, gibt sich William geistesgegenwärtig als Hotelangestellter aus, sodass er die verfängliche Situation kaschieren und sich verabschieden kann. Der Vorfall hat ihn nicht nur enttäuscht, sondern tief verletzt. Sein Liebeskummer zwingt ihn, in der Folgezeit ständig an Anna zu denken. Seine Freunde bemühen sich, Treffen mit anderen Frauen für ihn zu arrangieren, doch mit keiner geht es über ein erstes Treffen hinaus.
Monate später veröffentlichen einige Zeitungen ältere Nacktfotos von Anna. Auf ihrer Flucht vor der Presse versteckt sie sich bei William. Beide verbringen romantische Stunden miteinander, knüpfen an den ungewollt unterbrochenen Abend im Hotelzimmer an, kommen sich wieder sehr nahe und schlafen schließlich auch miteinander. Am nächsten Morgen folgt die böse Überraschung, denn Williams Wohnung wird von Reportern belagert. Es stellt sich heraus, dass sein Mitbewohner Spike am Abend zuvor im Pub mit der Anwesenheit Anna Scotts geprahlt hat, weshalb nun die Paparazzi, in der Hoffnung auf einen neuen Skandal, in Scharen vor der Haustür warten. Anna ist wütend, da sie weiß, dass ihre Beziehung zu William zu neuen kompromittierenden Fotos und weiterem Wirbel um ihre Person führen wird, ohne dass sie sich dagegen wehren kann. Sie bricht daher das Zusammensein mit William abrupt ab und flüchtet aus der Wohnung.
Monate später, als William seinen Liebeskummer überwunden zu haben glaubt und dies seinen Freunden verkündet, erfährt er von seinem besten Freund Max, dass Anna sich zu Dreharbeiten erneut in London aufhält. William besucht sie am Filmset, wird jedoch zufällig Zeuge, wie sie vor einem neugierigen Kollegen verlauten lässt, dass William nur ein flüchtiger Bekannter und beinahe lästig gewesen sei. Erneut verletzt verlässt er den Set.
Kurz darauf erscheint Anna in Williams Buchladen und klärt ihn über die Situation am Filmset auf: Sie versichert William, dass sie ihn wirklich liebe, dies jedoch vor dem ihr unsympathischen Filmkollegen nicht habe verraten wollen. Sie schenkt ihm das Original des wertvollen Gemäldes La Mariée von Marc Chagall, dessen Kopie sie in Williams Wohnung hängen sah. Sie bittet ihn, nicht mehr die berühmte Schauspielerin in ihr zu sehen, sondern ein einfaches Mädchen, das nur um seine Liebe bitte. William erwidert jedoch, dass er eine weitere Enttäuschung nicht verkraften könne. Verzweifelt und mit den Tränen kämpfend, verlässt Anna daraufhin seinen Laden.
William bespricht sich erneut mit seinen Freunden und erhält von ihnen Unterstützung, indem sie nach Argumenten gegen eine Beziehung mit Anna suchen. Erst Spike öffnet ihm schließlich die Augen, dass seine Ablehnung ein Fehler war. Mit Hilfe seiner Freunde gelangt William in letzter Sekunde auf die Pressekonferenz, die Anna kurz vor ihrer Abreise gibt. Einer der Journalisten fragt sie, wie lange sie denn noch in London bleibe. Sie bestätigt, dass sie sofort nach der Pressekonferenz abreisen wolle.
William, sich erneut als Reporter ausgebend, fragt Anna inmitten der Schar von Journalisten, ob sie bleiben würde, wenn er gestehen würde, ein Dummkopf gewesen zu sein. Sie lässt sich erneut die Frage stellen, wie lange sie in London zu bleiben gedenke, und antwortet: „Für immer“, woraufhin die Reporter und Fotografen begreifen, dass es sich bei dem vermeintlichen Reporter um William selbst handelt, und diesen sofort mit ihren Kameras und Fragen belagern.
Der Film endet mit Szenen ihrer Hochzeitsfeier. Auf der Hochzeitstorte erkennt man, künstlerisch verfremdet, die Ziege, die auch auf dem geschenkten Chagall-Gemälde abgebildet ist. Im Abspann sitzen Anna und William entspannt auf einer Parkbank in der Parkanlage, in der sie sich zuerst geküsst hatten, Anna hochschwanger: ein ganz normales, glückliches Ehepaar.

## Hintergrund
Der Film wurde teilweise an Originalschauplätzen in Notting Hill und im Park von Kenwood House gedreht. Die Produktionskosten des Films betrugen etwa 42 Millionen US-Dollar, davon entfielen 15 Millionen auf die Gage für Julia Roberts. Die gleiche Summe nennt Anna Scott in einer Szene des Films, in der sie nach ihrem letzten Honorar gefragt wird. 
Im Jahr 2003 hatten die weltweiten Einnahmen des Films die Höhe von rund 300 Millionen Dollar erreicht. Somit gilt Notting Hill als der – nach Pretty Woman – zweiterfolgreichste Film mit Julia Roberts.
Ursprungsidee des Drehbuchs war die Überraschung der Leute aus Notting Hill über Anna Scotts Erscheinen auf der Geburtstagsparty. Im Rahmen der Promotion für den Film wurde Julia Roberts von der Redaktion der Zeitschrift Marie Claire gebeten, eine private Party in der Wohnung des ledigen Buchhändlers Sasha Jarolim in New York zu besuchen. Weder der Gastgeber noch die anderen Gäste wurden von der Redaktion über die Identität des Überraschungsgastes aufgeklärt. Auch dort – wie im Film – wurde sie von einigen Gästen auf Anhieb erkannt und von einigen nicht. Ein weiblicher Gast fragte Roberts nach ihrem Beruf, bekam die Antwort „Schauspielerin“ und fragte nichtsahnend weiter nach den Stücken, in denen sie mitgespielt habe.
In einer Szene, die später im Film nicht verwendet wurde, wird dargestellt, wie William Anna seinen Eltern vorstellt. Diese Szene kommt im Trailer vor, der in den Kinos zu sehen war. In einer langen Straßenszene, kurz nachdem Anna aus der Wohnung von William flieht, läuft William melancholisch einen Straßenmarkt entlang. Musikalisch untermalt ist die Szene mit dem Lied Ain’t no sunshine. Dabei wechseln die Jahreszeiten von Sommer bis Frühling. Eine schwangere Frau vom Anfang der Szene ist am Ende mit dem Baby auf dem Arm zu sehen. Williams Schwester Honey ist am Anfang frisch verliebt und trennt sich weinend am Ende der Szene. Tatsächlich besteht die Szene aus mehreren Einzelteilen und die Übergänge sind erkennbar. Die einzelnen Schnitte wurden dabei durch Gegenstände im Vordergrund im Sinne unsichtbarer Schnitte kaschiert, ähnlich wie dies bereits 1948 bei Alfred Hitchcocks Film Cocktail für eine Leiche praktiziert wurde.
Der Song When You Say Nothing at All wurde von Ronan Keating eigens für den Film als erste Solo-Single nach seiner Zeit bei Boyzone aufgenommen. Der Original-Song stammt von Paul Overstreet und Don Schlitz und wurde bereits von Keith Whitley, Alison Krauss und Paul Overstreet veröffentlicht.

## Synchronisation
Die deutsche Synchronisation entstand im Auftrag der Berliner Synchron, nach einem Dialogbuch und unter der Dialogregie von Oliver Rohrbeck.
| Rolle                | Darsteller      | Synchronsprecher   |
| -------------------- | --------------- | ------------------ |
| Anna Scott           | Julia Roberts   | Daniela Hoffmann   |
| William Thacker      | Hugh Grant      | Patrick Winczewski |
| Spike                | Rhys Ifans      | Thomas Nero Wolff  |
| Bernie               | Hugh Bonneville | Tobias Meister     |
| Honey                | Emma Chambers   | Anke Reitzenstein  |
| Max                  | Tim McInnerny   | Stefan Gossler     |
| Bella                | Gina McKee      | Claudia Lehmann    |
| Martin               | James Dreyfus   | Stefan Krause      |
| Tony                 | Richard McCabe  | Erich Räuker       |
| Rufus                | Dylan Moran     | Dietmar Wunder     |
| Jeff King            | Alec Baldwin    | Detlef Bierstedt   |
| Annas Ko-Star        | Samuel West     | Peter Flechtner    |
| PR-Chef              | John Shrapnel   | Michael Telloke    |
| Schauspieler im Film | Matthew Modine  | Viktor Neumann     |

## Rezeption
Der Großteil der Filmkritiker bescheinigte dem Film hohen Unterhaltungswert, laut Rotten Tomatoes fallen 86 der 103 untersuchten Filmkritiken positiv aus. Laut Kritikerkonsens bietet der Film viel Romantik aufgrund der guten und charmanten Darsteller.
Dennis Lim kommt zu einem negativen Urteil, wenn er den Film in der Wochenzeitung The Village Voice vom 26. Mai 1999 mit der Komödie Vier Hochzeiten und ein Todesfall vergleicht, für die bereits sechs Jahre zuvor ebenfalls Richard Curtis das Drehbuch schrieb und Hugh Grant eine der Hauptrollen besetzte. Er deutet an, dass Julia Roberts in der Rolle der selbstsüchtigen und unsympathischen Anna Scott auch sich selbst spiele. Die „übertriebene Unbeholfenheit“ Williams in der Darstellung von Hugh Grant werde von Minute zu Minute unangenehmer.
Tobias Diekmann von Filmstarts nennt den Film „eine durch und durch amüsante und liebenswerte Komödie“. Er lobt nicht nur die Hauptdarsteller, sie „harmonieren in ihren Rollen perfekt zueinander“, sondern hebt auch gewisse Nebenrollen heraus, die mit „liebenswerten Sidekicks […] ein ums andere Mal den Hauptakteuren die Show stehlen. Allen voran überzeugt Rhys Ifans als durchgeknallter WG-Kumpan, der mit originellen T-Shirts und einem unnachahmlichen Gespür für die größten Fettnäpfchen die Lacher auf seiner Seite verbuchen kann. Ifans schafft es, seine Figur stets ein bisschen über der Schmerzgrenze des Peinlichen zu halten, ohne dabei zu einer bloßen Karikatur zu verkommen, die nach der dritten Szene langweilen würde.“ Diekmann betonte den „Dialogwitz […] der überraschend bissig daherkommt“. Insgesamt zähle der Film „eindeutig zu den guten der romantischen Komödien und kann dank exzellenter Darsteller und flottem Drehbuch gerade in diesem sich ständig wiederholenden Genre einige neue […] Akzente setzen. Dass diese gerade bei den Nebenfiguren auszumachen sind, ist nicht oft der Fall, und somit umso ausdrücklicher erwähnenswert. Für die Romantik sind schließlich allein Grant und Roberts zuständig, sodass sich beide Elemente in einem guten Verhältnis zueinander befinden, und diesen Film […] charmant aus der breiten Masse hervorheben.“
Frank Ehrlacher teilt Diekmanns Meinung hinsichtlich der Qualität des Drehbuchs, der Dialoge und der Besetzung des Films. „Hier ist wirklich jede Rolle exzellent besetzt, Schwächen sind nicht auszumachen.“

## Auszeichnungen
Der Film wurde im Jahr 2000 in drei Kategorien für den Filmpreis Golden Globe nominiert: Beste Hauptdarstellerin (Julia Roberts), Bester Hauptdarsteller (Hugh Grant) und Beste Komödie. Der Film gewann im Jahr 2000 den BAFTA Award in der Kategorie Publikumspreis. Außerdem wurden Duncan Kenworthy, Roger Michell sowie Rhys Ifans für den BAFTA Award nominiert.
Julia Roberts, Rhys Ifans als Darsteller und der Film als Beste Komödie wurden 2000 für den Golden Satellite Award nominiert. Julia Roberts und Hugh Grant wurden 2000 als Beliebtestes Paar für den Nickelodeon Kids’ Choice Award nominiert. Eine weitere Nominierung erhielt Julia Roberts als Beliebteste Schauspielerin. Hugh Grant, Julia Roberts, Rhys Ifans und Emma Chambers wurden 2000 für den Blockbuster Entertainment Award nominiert. Hugh Grant, Roger Michell als Darsteller und der Film als Bester britischer Film gewannen 2000 den Empire Award.
Der Film gewann im Jahr 1999 den British Comedy Award, die Goldene Leinwand und den Bogey Award in Silver, im Jahr 2000 den Peter Sellers Award for Comedy, den Evening Standard, den Brit Award für den Besten Soundtrack und den ungarischen Csapnivaló Award.
Die Deutsche Film- und Medienbewertung FBW in Wiesbaden verlieh dem Film das Prädikat wertvoll.